# Cosmia cara
Cosmia cara là một loài bướm đêm trong họ Noctuidae.